# Axiom Mission 1
Die Axiom Mission 1 (kurz Ax-1, auch AX-1) war ein bemannter Flug mit einer Crew-Dragon-Raumkapsel zur Internationalen Raumstation (ISS). Betreiber der Crew Dragon ist das Unternehmen SpaceX. Auftraggeber für Ax-1 war das Unternehmen Axiom Space, das den Kommandanten der Mission stellte und die übrigen drei Sitze zum Preis von je 55 Millionen US-Dollar an die Investoren Larry Connor, Mark Pathy und Eytan Stibbe vermittelte. Der Flug startete am 8. April 2022 und endete nach fünf Tagen unplanmäßiger Verlängerung am 25. April 2022. Damit war die Axiom Mission 1 der bislang längste touristische Raumflug.

## Besatzung
Kommandant der Crew Dragon war der ehemalige NASA-Astronaut Michael López-Alegría, der auch die Position eines Vizepräsidenten von Axiom Space innehat. López-Alegría absolvierte vor Ax-1 vier Raumflüge und hält mit 202 Tagen den Rekord für die längste ISS-Kommandantur. Seine Ersatzfrau war die ehemalige NASA-Astronautin Peggy Whitson. Whitson absolvierte vor dem Ax-1-Flug drei Raumflüge und hatte 2007 als erste Frau die ISS-Kommandantur inne.
Die Teilnahme von Eytan Stibbe, einem israelischen Investor und ehemaligen Kampfpiloten, wurde im November 2020 bekanntgegeben. Stibbes Raumflug wird vom israelischen Staat und der Stiftung Ramon Foundation unterstützt; er soll auf der ISS wissenschaftliche Experimente durchführen. Die übrigen beiden Plätze in der Crew Dragon sicherten sich der US-amerikanische Investor Larry Connor und der kanadische Investor Mark Pathy. Connor soll während des Flugs die Funktion des Piloten übernehmen, Pathy und Stibbe fliegen nach Angaben von Axiom Space als Mission Specialists („Missionsspezialisten“) mit.
Vor der Bekanntgabe von Connor und Pathy im Januar 2021 war vermutet worden, dass der Schauspieler Tom Cruise und der Filmproduzent Doug Liman an Bord des Flugs Ax-1 sein würden. Tatsächlich hatte die NASA im Juni 2020 bestätigt, dass Cruise und Liman einen Filmdreh an Bord der ISS planen und mit einer von Axiom gecharterten Crew Dragon dorthin fliegen würden. Es blieb allerdings offen, an welcher von mehreren geplanten Axiom-Missionen sie teilnehmen würden.

## Missionsverlauf
Die Crew Dragon startete mit einer Falcon-9-Rakete vom Kennedy Space Center in Florida. Es wurde dieselbe Raumkapsel wie bei den Missionen SpaceX Demo-2 und Crew-2 verwendet. Nach knapp 21 Stunden Flug koppelte die Crew Dragon am 9. April an die Raumstation an. Anschließend begann ein für eine Dauer von acht Tagen geplanter Aufenthalt, während dessen die Missionsteilnehmer auch an „Forschungs- und philanthropischen Projekten“ teilnahmen. Aufgrund schlechter Wettervorhersagen für das geplante Wasserungsgebiet im Atlantik wurde der Zeitpunkt des Abkoppelns von der ISS verschoben, zuerst auf den 20. April 2022, dann auf den 24. April. Sie erfolgte schließlich am 25. April 2022.